# Enter Air
Entra Air Sp. z o.o. è una compagnia aerea charter polacca con sede a Varsavia, Polonia, e base principale all'aeroporto Chopin di Varsavia e all'aeroporto di Katowice. Opera voli charter dai suoi hub polacchi.

## Storia
Il 25 aprile 2010, Enter Air ha completato il suo volo inaugurale da Varsavia a Enfidha. La compagnia aerea collabora con i principali tour operator in Polonia e opera principalmente dalla Polonia verso popolari destinazioni turistiche. Il suo modello a basso costo l'ha aiutata a crescere di oltre il 300% tra il 2010 e il 2012, nonostante l'aumento dei prezzi del carburante e gli eventi in Tunisia ed Egitto (1º trimestre 2011), che hanno costretto alcune compagnie aeree a ridurre la propria flotta o addirittura a scomparire dal mercato.
Enter Air Group è quotata alla Borsa di Varsavia dalla sua IPO il 14 dicembre 2015.

## Flotta

### Flotta attuale

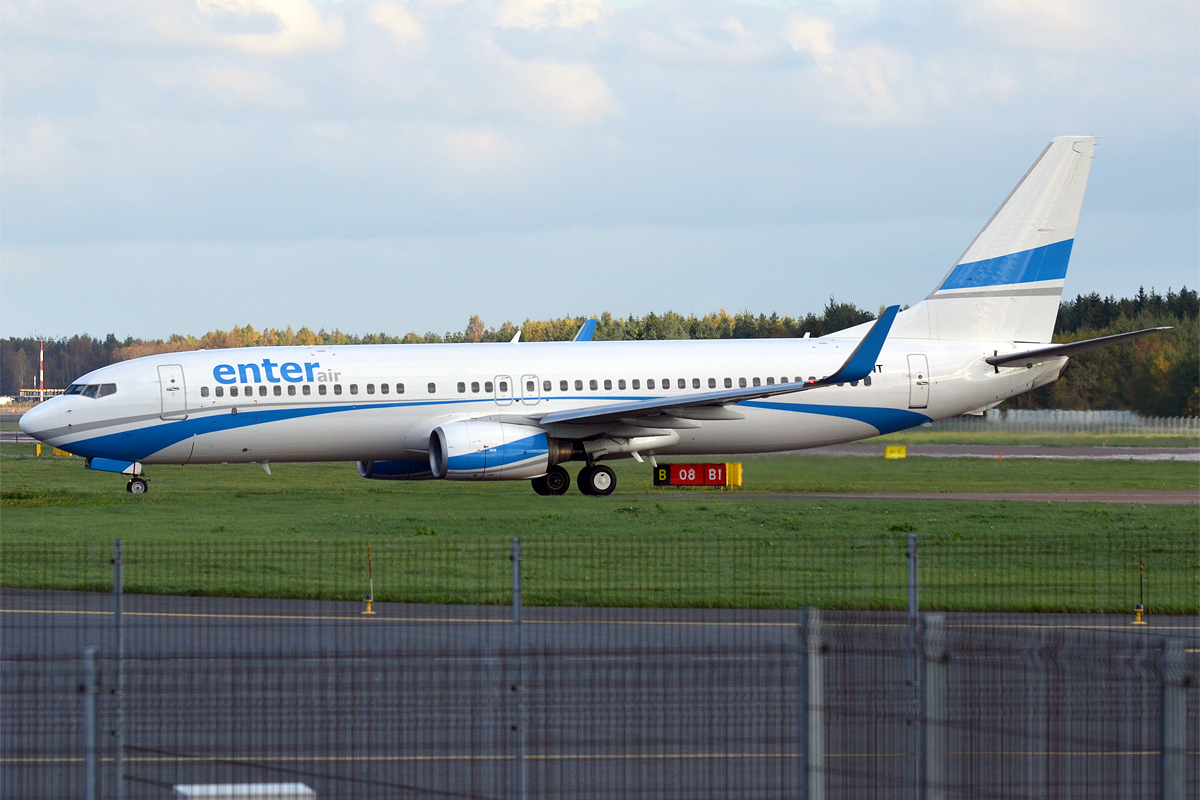
Un Boeing 737-800.

Ad ottobre 2024 la flotta di Enter Air è così composta:

### Flotta storica

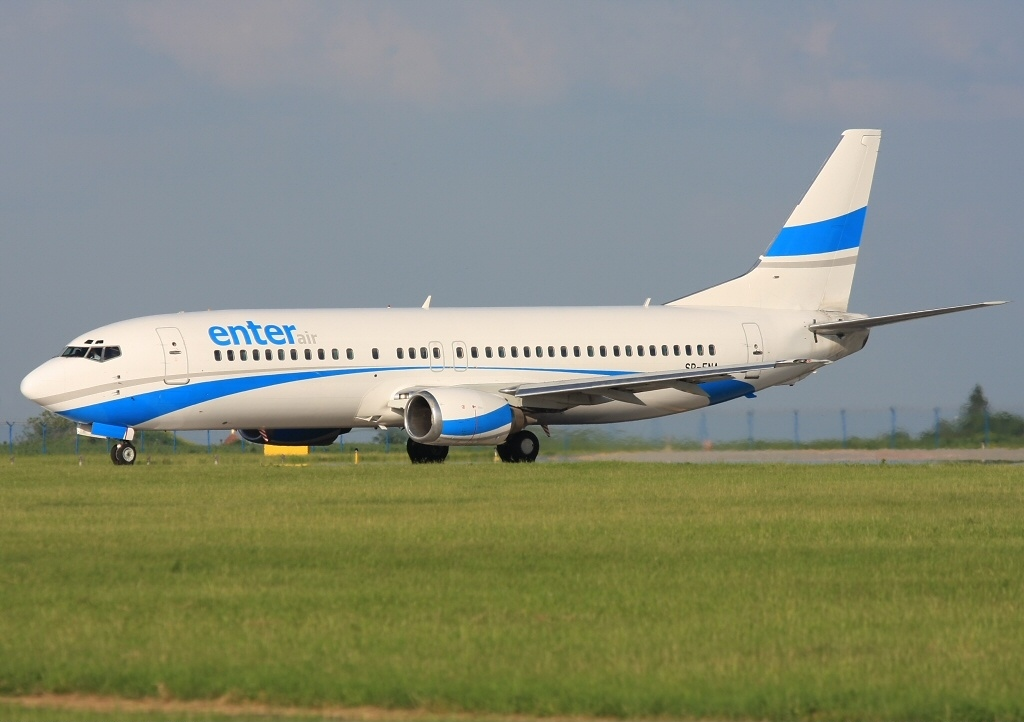
Un Boeing 737-400.

Enter Air operava in precedenza con i seguenti aeromobili: